# Le Puiset
Le Puiset település Franciaországban, Eure-et-Loir megyében.  Le Puiset Trancrainville községgel határos.

## Népesség
A település népességének változása:
| Lakosok száma | 398  | 367  | 377  | 371  | 411  | 402  | 408  | 428  | 425  | 428  |
|               | 1968 | 1975 | 1982 | 1999 | 2006 | 2011 | 2013 | 2016 | 2017 | 2018 |